# Dreaming of You (album)
Dreaming of You là album phòng thu thứ năm và cũng là cuối cùng của nghệ sĩ thu âm người Mỹ Selena, phát hành ngày 18 tháng 7 năm 1995 bởi EMI Latin và EMI Records. Sau khi ký hợp đồng thu âm với EMI Latin vào năm 1989, họ đã từ chối kế hoạch cho Selena chéo sân nhạc tiếng Anh sau khi cô thực hiện ba bản thu nháp. Năm 1993, Selena ký hợp đồng với SBK Records để bắt đầu thu âm album chéo sân đầu tay sau khi được đề cử giải Grammy cho Live (1993), và trở thành tin tức trang nhất trên tạp chí Billboard. Vào tháng 3 năm 1994, nữ ca sĩ phát hành album thứ tư Amor Prohibido, đồng thời tiết lộ trong những cuộc phỏng vấn rằng dự án album tiếng Anh vẫn đang được phát triển. Quá trình thu âm cho Dreaming of You bắt đầu vào tháng 12 năm 1994; Selena đã thu âm bốn bản nhạc cho album. Vào ngày 31 tháng 3 năm 1995, cô bị sát hại bởi Yolanda Saldívar, một cựu quản lý cửa hàng Selena Etc. sau những tranh cãi liên quan đến cáo buộc biển thủ.
Dreaming of You là tập hợp những bài hát từng phát hành trước đó, cũng như một số tác phẩm tiếng Anh và tiếng Tây Ban Nha chưa từng ra mắt vốn được thu âm từ năm 1992 đến 1995. Nó là sự pha trộn giữa nhạc pop Mỹ và nhạc Latinh, với nửa đầu bao gồm những bản R&B và pop ballad, trong khi nửa sau khai thác âm nhạc Latinh của Selena. Album ngay lập tức gặt hái những thành công lớn về mặt thương mại, ra mắt ở vị trí số một trên bảng xếp hạng Billboard 200 với 331,000 bản, trở thành album đầu tiên với phần lớn tiếng Tây Ban Nha làm được điều này, đồng thời phá vỡ một số kỷ lục tiêu thụ lúc bấy giờ trong ngày đầu lẫn tuần đầu phát hành đối với một nghệ sĩ nữ kể từ khi Nielsen Soundscan bắt đầu theo dõi doanh số album vào năm 1991. Billboard mô tả đây là một sự kiện "lịch sử", trong khi Time cho biết bản thu âm đã nâng tầm âm nhạc của Selena đến với nhiều khán giả hơn. Nó chiến thắng giải Album của năm tại giải thưởng âm nhạc Tejano năm 1996 và Album Pop nữ của năm tại giải thưởng Âm nhạc Billboard Latinh lần thứ 3.
Sáu đĩa đơn đã được phát hành từ Dreaming of You, trong đó "I Could Fall in Love", "Tú Sólo Tú", "Techno Cumbia", và "Dreaming of You" vươn đến top 10 trên bảng xếp hạng Latinh ở Hoa Kỳ. Bài hát chủ đề cũng trở thành đĩa đơn xếp hạng cao nhất trong sự nghiệp của Selena trên Billboard Hot 100, đạt vị trí thứ 22. Kể từ khi phát hành, nó được liệt kê như là một những album hay nhất và quan trọng nhất kỷ nguyên rock and roll, và nhiều hãng truyền thông cũng xếp đĩa hát nằm trong số những tác phẩm di cảo tốt nhất. Khi Dreaming of You đạt vị trí số một, nhạc Tejano bắt đầu xâm nhập thị trường nhạc đại chúng, trong đó các nhà phê bình âm nhạc đánh giá rằng dân số chung của Hoa Kỳ sẽ không biết về Tejano hay nhạc Latinh nếu không có Dreaming of You. Nó được chứng nhận 59 đĩa Bạch kim (thể loại Latinh) bởi Hiệp hội Công nghiệp ghi âm Hoa Kỳ (RIAA), công nhận doanh số tiêu thụ đạt 3.549 triệu đơn vị album tương đương tại đây, và vẫn là album Latinh bán chạy nhất mọi thời đại ở Mỹ tính đến tháng 12 năm 2020.

## Tổng quan
—José Behar
Vào những năm 1960, cha của Selena Abraham Quintanilla, Jr. trở thành giọng ca thứ ba của Los Dinos, một nhóm nhạc người Mỹ gốc México. Ban nhạc bắt đầu sự nghiệp khi chơi nhạc doo-wop bằng tiếng Anh, dẫn đến việc một bộ phận người Mỹ da trắng cảm thấy bị xúc phạm khi một ban nhạc người Mỹ gốc Mexico hát "loại nhạc của họ". Sau khi bị một đám đông người Mỹ gốc Mexico rượt đuổi khỏi hộp đêm vì hát những bài hát tiếng Anh, ban nhạc quyết định biểu diễn âm nhạc truyền thống của họ. Los Dinos bắt đầu thành công từ việc thu âm và trình diễn những bản nhạc tiếng Tây Ban Nha với độ nổi tiếng ngày càng tăng. Quintanilla, Jr. rời ban nhạc vào những năm 1970 sau khi có con thứ ba, Selena. Ngay khi phát hiện khả năng ca hát của Selena, ông nhanh chóng tập hợp những người con của mình để thành lập một ban nhạc có tên Selena y Los Dinos. Mặc dù muốn thể hiện những bài hát tiếng Anh, ban nhạc bắt đầu thu âm các tác phẩm nhạc Tejano; một thể loại tiếng Tây Ban Nha do nam giới thống trị với những ảnh hưởng từ Đức của polka, jazz và nhạc đồng quê vốn rất phổ biến trong cộng đồng người Mexico sống ở Hoa Kỳ. Ban nhạc bị các tụ điểm âm nhạc ở Texas từ chối hoạt động vì tuổi tác của các thành viên và vì Selena là ca sĩ chính.
Rick Trevino, nhà sáng lập giải thưởng Âm nhạc Tejano, ban đầu tiếp cận La Sombra để mở màn cho lễ trao giải năm 1989, sau Selena y Los Dinos. Giọng ca chính của ban nhạc Frank Sunie đã từ chối lời đề nghị, nói với Trevino rằng ông "không mở màn cho bất kỳ ai". Trevino sau đó gọi cho Quintanilla, Jr. để ngỏ ý mở đầu buổi lễ. Quintanilla, Jr. ngay lập tức chấp nhận lời đề nghị, nói rằng đó là "thời điểm tốt nhất, bởi mọi người đều điềm tĩnh. Họ điềm tĩnh khi lắng nghe nghệ sĩ và âm nhạc." Vốn không biết đến Quintanilla, Jr. và Selena, người đứng đầu mới của Sony Music Latin và José Behar, người vừa thành lập EMI Latin Records, tham dự lễ trao giải và đang tìm kiếm những nghệ sĩ Latinh mới. Behar muốn ký hợp đồng với Selena cho Capitol Records của EMI, trong khi Sony Music Latin đề nghị Quintanilla, Jr. gấp đôi số tiền của Capitol. Behar nghĩ rằng ông vừa phát hiện ra Gloria Estefan tiếp theo, nhưng cấp trên ở hãng đĩa gọi điều đó là phi thực tế vì ông chỉ mới ở Texas được một tuần. Quintanilla, Jr. chọn EMI Latin bởi tiềm năng thâm nhập thị trường nhạc tiếng Anh, đồng thời muốn các con trở thành những nghệ sĩ đầu tiên ký hợp đồng với công ty.
Trước khi Selena ký hợp đồng với EMI Latin vào năm 1989, Behar và Stephen Finfer đề nghị Selena thu âm một album đầu tay bằng tiếng Anh. Cô được yêu cầu thực hiện ba bản thu nháp cho Charles Koppelman, chủ tịch của EMI Records. Sau khi xem xét chúng, Koppelman từ chối một nỗ lực chéo sân, tin rằng Selena trước tiên nên củng cố nền tảng người hâm mộ của mình. Trong một cuộc phỏng vấn năm 2007, Behar nói về khó khăn khi thu âm tác phẩm tiếng Anh đầu tiên cho Selena, tiết lộ rằng EMI "khiến tất cả chúng tôi tin rằng cô ấy sẽ hát nhạc tiếng Anh, nhưng cuối cùng lại không xảy ra dù bất cứ lý do gì". Behar cho biết hãng đĩa "không tin tưởng, họ không nghĩ điều đó có thể xảy ra", đồng thời liên tục nói với Selena và cha cô rằng "đây không phải là thời điểm thích hợp" cho màn ra mắt thị trường tiếng Anh.
Selena ký hợp đồng thu âm với công ty con SBK Records của EMI vào tháng 11 năm 1993, sau khi cô được đề cử giải Grammy cho Live (1993). Tin tức về hợp đồng thu âm của nữ ca sĩ xuất hiện trên trang nhất của tạp chí Billboard. Trong một cuộc họp năm 1994, Selena bày tỏ cảm giác có lỗi của mình với Behar; Selena đã nói với phóng viên về album chéo sân sắp tới của cô và tiết lộ rằng đĩa hát sẽ sớm được phát hành. Vào thời điểm đó, Selena chưa thu âm một bài hát nào cho kế hoạch ra mắt nhạc tiếng Anh. Behar sau đó nói với Koppelman rằng Selena và ban nhạc của cô sẽ rời EMI và tìm một hãng đĩa sẵn sàng thu âm một album tiếng Anh cho Selena. Behar đã nói dối chủ tịch nhằm thực hiện hóa kế hoạch cho một album chéo sân; EMI đồng ý và những buổi thu âm bắt đầu. Selena cho biết cô cảm thấy lo lắng trước thỏa thuận thu âm mới vì tình huống này còn quá mới mẻ với nữ ca sĩ và rất ít người tin rằng cô sẽ thành công ở thị trường nhạc pop.

## Thu âm và sản xuất
A.B. Quintanilla III, 2007.
Theo Betty Cortina của tạp chí People, Dreaming of You đánh dấu bước tiến lớn của Selena khi nữ ca sĩ được quảng bá như một ca sĩ hát đơn người Mỹ theo cách "nguyên bản nhất cho cô", thay vì là một phần của ban nhạc gia đình. Từ năm 1989, anh trai của Selena A.B. Quintanilla trở thành nhà sản xuất âm nhạc kiêm nhạc sĩ chính cho Selena, và điều đó vẫn tiếp diễn xuyên suốt sự nghiệp của cô. Do Quintanilla III đang thực hiện album tiếp theo của cô sau Amor Prohibido (1994), anh đã không thể tham gia sản xuất album chéo sân. Anh được yêu cầu gặp gỡ một số nhà sản xuất ở New York và chọn ra người "phù hợp nhất với phong cách của Selena". Dreaming of You là đĩa hát đầu tiên của Selena mà gia đình cô không sản xuất. Họ quyết định rút lui trước quá trình thu âm và cho phép các nhà sản xuất nhạc pop chuyên nghiệp làm việc với cô.  Quintanilla III và Selena bay đến Nashville, Tennessee để gặp Keith Thomas, người đã chuẩn bị phần nhạc cho một bài hát có tên "I Could Fall in Love" nhưng chưa hoàn thiện phần giọng hát, vì vậy ông quyết định hát trực tiếp cho họ. Selena và Quintanilla III ngay lập tức thích nó; Quintanilla III cho biết anh muốn Selena đưa bản nhạc vào album của cô. Những buổi thu bắt đầu vào tháng 12 năm 1994 tại The Bennett House ở Franklin, Tennessee; Selena phải quay lại sau để Thomas bổ sung thêm một số phần hát. Selena và chồng của cô Chris Pérez đến phòng thu vào ngày 24 tháng 3 năm 1995 để hoàn tất việc thu âm nó. Trong một cuộc phỏng vấn năm 2002, Pérez nói rằng Thomas đã đưa cho Selena một cuộn băng của "I Could Fall in Love" và tiết lộ rằng cô nghe nó "lặp đi lặp lại" và cô "hẳn đã nghe bản nhạc cả trăm lần". Anh tin rằng nó có "ảnh hưởng đến cô ấy" bởi "ngày hôm sau Selena vào phòng thu để thu âm và tuần tự hoàn thiện mọi thứ và [Thomas] để cô ấy thể hiện theo cách riêng của mình; chứng kiến điều đó thực sự là một trải nghiệm rất tuyệt vời".

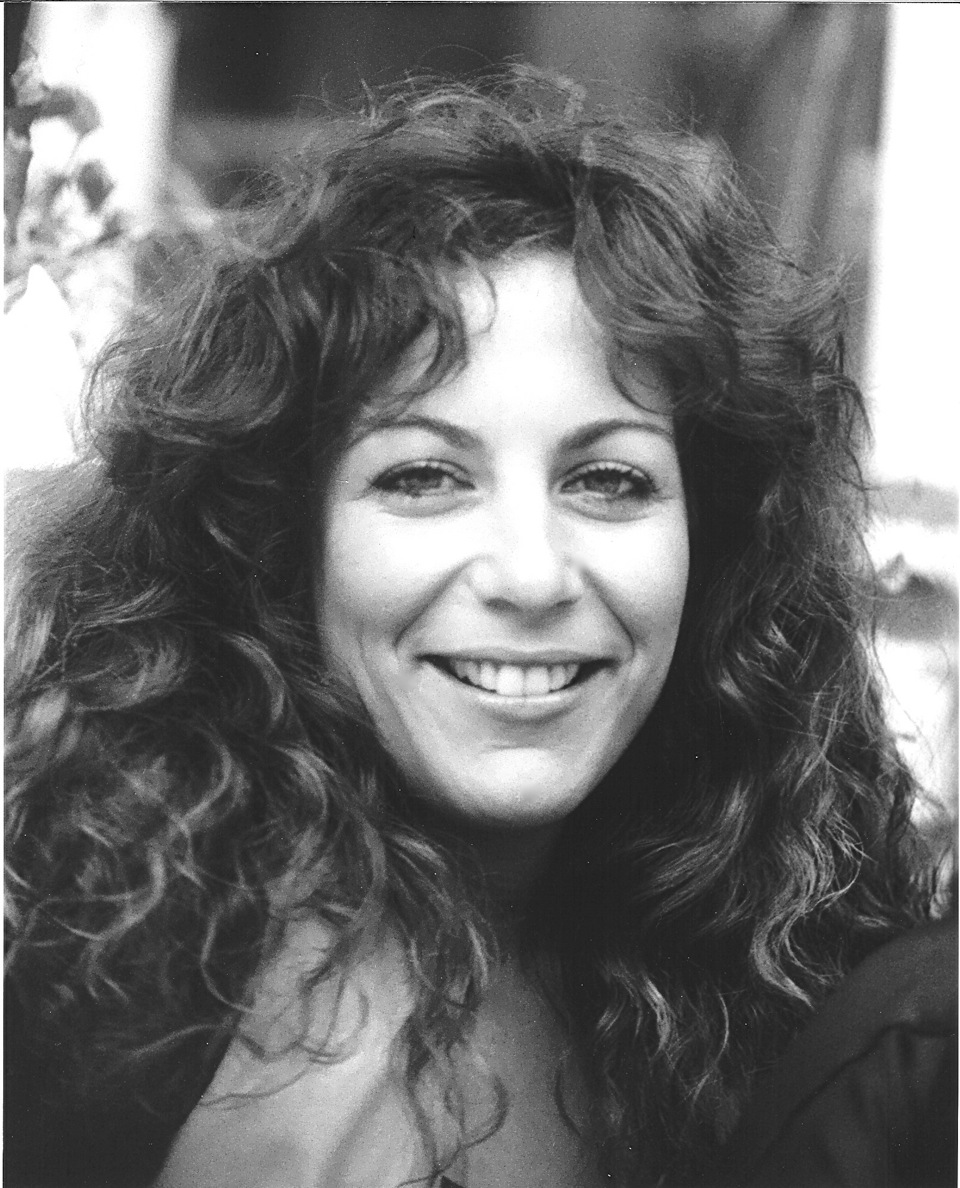
Selena chọn thu âm "Dreaming of You", được viết lời bởi Franne Golde (hình) và Tom Snow, bài hát duy nhất EMI Records cho phép nữ ca sĩ tự quyết định.

EMI Records, một công ty có nhiều kinh nghiệm hơn trong thị trường nhạc pop, đã điều hành dự án và cho phép Selena chọn một bài hát mà cô thích. Chị gái cô và là tay trống của ban nhạc, Suzette Quintanilla, cho biết trong một cuộc phỏng vấn năm 1997 rằng nữ ca sĩ vô cùng thận trọng để chọn ra một bài hát đại diện cho "bản ngã của Selena là gì". Cô chọn "Dreaming of You", được viết bởi hai nhạc sĩ người Mỹ Franne Golde và Tom Snow vào năm 1989 cho nhóm nhạc R&B Mỹ The Jets nhưng bị từ chối. Theo Snow, Golde "không bao giờ từ bỏ bản nhạc và cuối cùng nó đã đến được với Selena". Khi Quintanilla III nghe bản thu nháp, anh nói với Selena rằng anh không thích bài hát, nhưng cô đáp lại rằng mình sẽ thu âm nó bởi cô thích nội dung và thông điệp trữ tình của nó. Trong một cuộc phỏng vấn năm 2002, Quintanilla III nói rằng anh "khắt khe" đối với bản thu nháp hơn là chính tác phẩm và chỉ ra rằng phần hòa âm, nội dung và cấu trúc bài hát đã thay đổi suy nghĩ của anh.
Selena bắt đầu thu âm "Dreaming of You" vào ngày 5 tháng 3 năm 1995, tại hãng thu âm Q-Productions của Quintanilla, Jr. ở Corpus Christi, Texas. Trong buổi thu, Selena bị viêm phế quản. Quintanilla, Jr. muốn cô "chỉ cần thử" hát nó vì một số nhà sản xuất đến từ Los Angeles đang theo dõi nữ ca sĩ thu âm. Các nhà sản xuất đều thích chất giọng của Selena trong bài hát và quyết định sử dụng lần hát đầu tiên của cô. Nhà sản xuất người Mỹ Guy Roche đã sản xuất và cải biên tác phẩm cùng với "Captive Heart". Sau khi hoàn tất quá trình cải biên cho "Dreaming of You", Selena muốn Pérez nghe thành phẩm. Tuy nhiên, anh không thể có mặt bởi Quintanilla, Jr. muốn anh làm việc với một ban nhạc ông đang quan tâm. Năm 2012, Pérez chia sẻ trong cuốn sách về mối quan hệ của anh và Selena rằng bản thân rất tiếc vì không thể đến buổi thu âm.
Album được lên kế hoạch hoàn tất để kịp phát hành dự kiến vào tháng 9 hoặc tháng 10 năm 1995, trong đó những bài hát được đánh dấu để thu âm và có thể đưa vào album bao gồm "Oh No (I'll Never Fall in Love Again)" và "Are You Ready to Be Loved?"; những đoạn băng hát thử hai bản nhạc sau đó được phát hành trên SelenaQRadio lần lượt vào tháng 9 và tháng 12 năm 2015.
Selena thu âm "God's Child (Baila Conmigo)", một bản song ca với David Byrne để đưa vào phần nhạc của bộ phim hài năm 1995 Blue in the Face. Byrne cho biết nó là tác phẩm cuối cùng được Selena thu âm trước khi cô bị sát hại bởi Yolanda Saldívar, một người bạn và cựu quản lý cửa hàng Selena Etc. vào ngày 31 tháng 3 năm 1995. Tiếp đó, EMI Records và EMI Latin đầu tư 500,000 đô la Mỹ để hoàn thành Dreaming of You. Behar cho biết kế hoạch quảng bá "sẽ ở tầm cỡ siêu sao" và tuyên bố "[chúng tôi] không xúc tiến chiến dịch quảng bá này chỉ để lợi dụng lý do rằng có một thảm kịch vừa xảy ra. Chúng tôi làm điều này vì tin rằng đây sẽ là một album vượt trội bởi chính âm nhạc của nó. Đây là bản thu mà chúng tôi sẽ làm việc trong 10 tháng sắp tới."

## Nhạc và lời
Dreaming of You là một tác phẩm đa thể loại thuộc nhạc pop Mỹ và nhạc Latinh. Nó kết hợp những ảnh hưởng đa dạng của techno, hip-hop, pop rock, dance-pop, nhạc khu vực Mexico, Tejano, R&B, disco và flamenco. Nửa đầu album bao gồm những bản R&B và pop ballad, trong khi phần còn lại khai thác những âm hưởng Latinh vốn định hình sự nghiệp của Selena trước đó. Nhiều nhà phê bình âm nhạc cho rằng các nhà sản xuất làm việc với Selena đã cố gắng khắc họa âm nhạc của cô tương tự như Paula Abdul, Amy Grant, Céline Dion, Whitney Houston, Mariah Carey và Madonna. Tạp chí Newsweek gọi những bản thu tiếng Anh của Selena là "sự pha trộn giữa nhạc pop đường phố và sự ấm áp của nhạc Latinh". Theo Stephen Erlewine của AllMusic, tâm trạng chung của album là sự cay đắng, hân hoan và cởi mở. "I Could Fall in Love" và "Dreaming of You" có sự tương đồng về mặt ca từ; được gọi là "bản ballad thú tội", cả hai bản thu âm đều nói về sự tuyệt vọng, đau đớn và sợ hãi khi một người đàn ông từ chối tình cảm của nhân vật chính trong bài hát. Phần lời của "Dreaming of You" còn khai thác cảm giác khao khát và hy vọng. Larry Flick của tạp chí Billboard viết rằng lý tưởng từ nội dung của "Dreaming of You" có một "ảnh hưởng đau xót vốn sẽ không bao giờ thất thế trên [đài phát thanh] adult contemporary."
"God's Child (Baila Conmigo)" sử dụng tiết tấu lệch nhịp đầy năng lượng, đen tối, bí ẩn với lời bài hát gợi ý đến sự siêu phàm và phản bá chủ. Bài hát có các yếu tố của rumba, flamenco, rock, R&B, và nhạc Trung Đông. "Captive Heart" mang âm hưởng của thập niên 1980; Achy Obejas của Chicago Tribune cho biết nó được sản xuất để nhắm đến các đài phát thanh hit đương đại. Bản disco house "I'm Getting Used to You", vốn kết hợp với cha-cha, đề cập đến một mối quan hệ đầy biến động. Mario Tarradell của The New London Day cho biết "Captive Heart" và "I'm Getting Used to You" nằm trên ranh giới của new jack swing— một nhánh của R&B vốn được tạo tiền đề bởi Jade và Mary J. Blige. Các nhà sản xuất âm nhạc của bộ phim hài-chính kịch lãng mạn năm 1995 Don Juan DeMarco—trong đó Selena đóng vai ca sĩ ranchera— đã quyết định không sử dụng những bản nhạc của cô "Tú Sólo Tú" và "El Toro Relajo". Christopher John Farley của Time cho biết các nhà sản xuất sau khi loại những bài hát đều cảm thấy tiếc nuối về quyết định sau sự ra đi của Selena. Theo Denise Segura và Patricia Zavella trong cuốn sách Women and Migration in the U.S.-Mexico Borderlands: A Reader (2007), "Tú Sólo Tú" —một bản hát lại từ Pedro Infante— và "El Toro Relajo" nói về tình yêu đơn phương và được thu âm theo phong cách ranchera. Selena thể hiện "Tú Sólo Tú" một cách con ganas— một cụm từ tiếng Tây Ban Nha mang ý nghĩa về một ca sĩ hát với "cảm xúc không hối lỗi"; phổ biến với những giọng ca ranchera.
EMI Records, muốn thêm bài hát năm 1992 "Missing My Baby" và đĩa đơn năm 1994 "Techno Cumbia" vào Dreaming of You, và yêu cầu Quintanilla III gặp gỡ nhóm nhạc R&B Full Force tại Manhattan. Nhóm đã phối lại cả hai bài hát, thêm phần hát vào "Missing My Baby", và phối lại bài sau theo phong cách reggae. Quintanilla, Jr. quyết định bổ sung "Como la Flor" (1992), "Amor Prohibido" (1994) và "Bidi Bidi Bom Bom" (1994) cho Dreaming of You. Ông đưa ra ý tưởng phối lại những bài hát như thể ban nhạc đang chơi chúng trong một buổi hòa nhạc, đồng thời thay đổi một chút giai điệu. Quintanilla III cho biết các phiên bản mới của bài hát sẽ mang đến cho người hâm mộ "một điều gì đó mới mẻ" và cho rằng đây là một ý tưởng "sáng suốt". "Como la Flor", được xem như đĩa đơn đột phá trong sự nghiệp của Selena, thể hiện nỗi buồn của một người phụ nữ bị người yêu bỏ rơi mặc dù cô mong muốn "không có gì ngoài những điều tốt nhất" cho anh ta. "Amor Prohibido" là một bản nhạc dance-pop tiếng Tây Ban Nha với câu chuyện theo mô tuýp Romeo & Juliet. "Bidi Bidi Bom Bom", được phối lại thành một bản reggae, nói về một cô gái luôn loạn nhịp mỗi khi người yêu bước qua cô. Barrio Boyzz được ngỏ ý thu âm một phiên bản song ngữ cho bản song ca tiếng Tây Ban Nha năm 1994 của họ với Selena "Donde Quiera Que Estés" mang tên "Wherever You Are".

## Đĩa đơn
Davitt Sigerson, chủ tịch và giám đốc điều hành của EMI, lo ngại rằng "I Could Fall in Love" có thể sẽ bán chạy hơn Dreaming of You, nên nó không được phát hành dưới dạng đĩa đơn thương mại. "I Could Fall in Love" được phát hành quảng bá trên sóng phát thanh Hoa Kỳ vào ngày 26 tháng 6 năm 1995, cùng thời điểm với "Tú Sólo Tú" để đánh dấu bước chuyển đổi của Selena từ việc thu âm tiếng Tây Ban Nha sang tiếng Anh. Fred Bronson của tạp chí Billboard cho rằng nếu EMI Latin phát hành "I Could Fall in Love" theo hình thức thương mại, nó sẽ là đĩa đơn đầu tiên của một nghệ sĩ đã khuất ra mắt trên top 40 của bảng xếp hạng Billboard Hot 100 kể từ "Pledging My Love" của Johnny Ace vào năm 1955. "I Could Fall in Love" đạt vị trí thứ tám trên bảng xếp hạng Billboard Hot 100 Airplay, và thứ nhất trên bảng xếp hạng Latin Pop Songs. "Tú Sólo Tú" và "I Could Fall in Love" lần lượt nắm giữ hai thứ hạng đầu tiên bảng xếp hạng Hot Latin Tracks trong năm tuần liên tiếp, giúp Selena trở thành nghệ sĩ đầu tiên có hai bản nhạc tiếng Tây Ban Nha lẫn tiếng Anh đều nằm trong top 10. "I Could Fall in Love" cũng trở thành bài hát có thứ hạng cao thứ năm trên bảng xếp hạng Latinh vào năm 1995 và vẫn là tác phẩm tiếng Anh có thứ hạng cao nhất trong hai năm, cho đến khi đĩa đơn năm 1998 của Céline Dion "My Heart Will Go On" vượt qua nó khi đạt vị trí số một.  "Tú Sólo Tú" trụ vững ở ngôi vị trí quán quân trên Hot Latin Tracks trong mười tuần liên tiếp, trở thành đĩa đơn quán quân lâu nhất trong sự nghiệp nữ ca sĩ. Với "Tú Sólo Tú" và các đĩa đơn đứng đầu bảng xếp hạng Latinh khác của cô từ năm 1992 đến khi cô qua đời vào năm 1995, những bản thu âm của Selena trải qua 44 tuần ở vị trí quán quân; nhiều nhất so với bất kỳ nghệ sĩ gốc Tây Ban Nha nào tính đến năm 2011.
Vào ngày 14 tháng 8 năm 1995, "Dreaming of You" được phát hành như là đĩa đơn chủ đạo của album, với phiên bản phối lại và chỉnh sửa của "Techno Cumbia" dưới dạng đĩa đơn mặt B. Nó đạt vị trí thứ 22 trên bảng xếp hạng Billboard Hot 100 và bán được 25.000 bản trong tuần đầu ra mắt, và vẫn là đĩa đơn bán chạy nhất trong sự nghiệp của Selena với hơn 284,000 bản nhạc số được tiêu thụ tính đến năm 2010. The Los Angeles Times xếp "Dreaming of You" ở vị trí thứ năm trong số mười đĩa đơn hàng đầu năm 1995 của họ. "Techno Cumbia" đạt vị trí thứ tư trên Hot Latin Tracks và Regional Mexican Songs. Vào ngày 2 tháng 12 năm 1995, "El Toro Relajo" ra mắt và đạt vị trí thứ 24 trên Hot Latin Tracks. "I'm Getting Used to You", đĩa đơn thương mại thứ hai và thứ sáu tổng thể, được phát hành vào ngày 2 tháng 3 năm 1996. Nó ra mắt và đạt vị trí thứ bảy trên bảng xếp hạng Billboard Bubbling Under Hot 100 Singles và thứ nhất trên Billboard Dance/Electronic Singles Sales. Sau đó, "I'm Getting Used to You" đạt vị trí thứ 23 trên bảng xếp hạng Billboard Adult Contemporary Tracks vào tuần kết thúc ngày 8 tháng 6 năm 1996. Những nhà phê bình của Billboard bầu chọn bản phối lại của "I'm Getting Used to You" nằm trong số mười đĩa đơn hàng đầu năm 1996 của họ.
"I Could Fall in Love", "Dreaming of You" và "I'm Getting Used to You" đều ít thành công hơn về mặt thương mại bên ngoài thị trường Bắc Mỹ. "I Could Fall in Love" đạt vị trí số một trên bảng xếp hạng RPM Adult Contemporary Songs vào tuần kết thúc ngày 6 tháng 11 năm 1996. "I Could Fall in Love" đạt vị trí thứ năm trên bảng xếp hạng RPM Top 100 Singles. Đây cũng là đĩa đơn duy nhất của Selena lọt vào bảng xếp hạng ở New Zealand, đạt vị trí thứ 10. Năm 1996, "Dreaming of You" cũng gặt hái thành công ở Canada, lần lượt đạt vị trí vị trí thứ bảy và ba muơi trên bảng xếp hạng RPM Adult Contemporary Songs và Top 100 Singles. "I'm Getting Used to You" ra mắt ở vị trí thứ 96 trên bảng xếp hạng RPM Top 100 Singles vào tuần kết thúc ngày 10 tháng 6 năm 1996, và trở thành đĩa đơn thứ ba của Selena xếp hạng ở Canada. Sau năm tuần có mặt trên bảng xếp hạng, nó đạt vị trí thứ 65. Ở vị trí thứ 95, "I'm Getting Used to You" rời khỏi bảng xếp hạng sau khi trải qua chín tuần có mặt.

## Đánh giá chuyên môn
| Đánh giá chuyên môn           | Đánh giá chuyên môn |
| Nguồn đánh giá                | Nguồn đánh giá      |
| Nguồn                         | Đánh giá            |
| ----------------------------- | ------------------- |
| AllMusic                      | [ 37 ]              |
| Chicago Tribune               | [ 35 ]              |
| Encyclopedia of Popular Music | [ 92 ]              |
| Entertainment Weekly          | B                   |
| Los Angeles Times             | [ 94 ]              |
| New York Daily News           | [ 95 ]              |
| Rolling Stone                 | [ 96 ]              |

Phần lớn các đánh giá chuyên môn cho Dreaming of You là tích cực. Stephen Thomas Erlewine của AllMusic viết rằng nó là bản thu âm đầu tiên của Selena được tiếp cận đến phần lớn người dân Hoa Kỳ bởi cái chết của cô đã thu hút sự quan tâm lớn đối với album. Điều này cũng được Alisa Valdes của tờ The Boston Globe lặp lại. Erlewine cảm thấy Amor Prohibido là "một đĩa hát nhất quán hơn" và Dreaming of You không phải là tác phẩm hay nhất của nữ ca sĩ, đồng thời gọi đây là một nỗ lực chào sân. Theo Erlewine, các bài hát tiếng Anh trong album "không khác gì các bản nhạc tiếng Tây Ban Nha của cô"; ông cũng nói rằng album "sẽ mạnh mẽ hơn" nếu nữ ca sĩ còn sống. Ông kết thúc bài đánh giá của mình bằng cách gọi album là một "minh chứng mạnh mẽ-và-cảm động cho tài năng của Selena". John Lannert của tạp chí Billboard gọi thành công thương mại của album là "khó có thể ăn may". Cộng tác viên cho tạp chí Vibe Ed Morales, mô tả nó như một bản tổng kết của nhiều bài hát chịu ảnh hưởng từ cumbia, "sự xuất sắc" của Tex-Mex (nhạc Mexico ở Texas) và "cái nhìn sâu sắc" về con đường sự nghiệp tương lai của nữ ca sĩ nếu cô còn sống. Viết cho tạp chí Time, David Browne nhận xét việc phát hành Dreaming of You là "một trong những album di cảo được tổng hợp nhanh nhất". Ông nhìn nhận rằng các nhà sản xuất từng làm việc với Selena trong album đã dứt khoát ghép nối cô với những bài hát tạo liên tưởng đến phiên bản trong sáng hơn của Paula Abdul và gọi chúng là "kiểu tình cảm viết trên thiệp mừng". Browne công nhận nửa sau của Dreaming of You là "một Selena đích thực, không bị kiềm hãm", gọi chúng là "những bản ballad truyền thống và tropical thần tiên, giúp Selena toát lên dục vọng và đam mê"; phân tích rằng các phẩm chất được tìm thấy trong những tác phẩm tiếng Anh của nữ ca sĩ lại không tồn tại trong những bài hát tiếng Tây Ban Nha.
Viết cho Chicago Tribune, Achy Obejas gọi những bản thu là một thành quả rời rạc và nói rằng đó là "quá khứ của Selena và những gì có thể sẽ là [tác phẩm chính thức]". Obejas đánh giá album là "đầy hứa hẹn lẫn thiếu sót", cũng như cho rằng bản chất song ngữ có chủ đích của nó được thực hiện bởi "hoàn cảnh tất yếu hơn là có chủ đích". Cô cũng chia sẻ album không phải là một nỗ lực chéo sân từ nhạc Latinh đột phá, minh chứng rằng những tác phẩm đại chúng trước đó của Gloria Estefan là màn chéo sân đầu tiên; mặc dù Selena "không thực hiện bước tiếp theo" giống Estefan. Objeas cũng viết rằng Dreaming of You là sự đối lập của một "kiệt tác, hoặc định hình sự nghiệp, hoặc thậm chí là minh chứng cho tài năng của Selena", mà giống như một "bữa ăn nóng nguội kết hợp". Objeas khen ngợi Selena "hoàn toàn thăng hoa với các giai điệu R&B" và cho rằng nữ ca sĩ "trở nên sôi nổi và có hồn". Enrique Lopetegui của The Los Angeles Times cho rằng Dreaming of You là "một album nhiệt huyết và thỏa mãn nhất" của Selena, và nói rằng đây là một "văn bia" phù hợp nhất với cô. Lopetegui gọi những bài hát trong album là "giai điệu pop thân thiện với đài phát thanh" nhưng cảm thấy album "thiếu sự gắn kết" mặc dù cho rằng album song ngữ "thậm chí còn thú vị hơn ý tưởng ban đầu". Theo Lopetegui, Selena "tỏa sáng thành một ca sĩ nhạc soul toàn diện, với sự năng nổ hiếm khi thể hiện trước đây" trong tất cả bản nhạc tiếng Anh nhưng nhận thấy "Tú Sólo Tú" và "El Toro Relajo" là "ấn tượng nhất" mặc dù Selena còn thiếu kinh nghiệm với phong cách ranchera. Christopher John Farley của tạp chí Time viết rằng album đã nâng tầm âm nhạc của Selena "đến một lượng khán giả lớn hơn nhiều so với những gì cô từng sở hữu khi còn sống". Ông nói rằng nó kết hợp "những tác phẩm tuyệt vời nhất, thú vị nhất" của cô và gọi bản thu âm là "một thành tựu đáng khen ngợi nhưng đáng buồn". Đối chiếu những bản nhạc Tejano và tiếng Anh của cô, Farley viết rằng những bản thu Tejano của Selena đôi khi rất vụng về, trong khi các bài hát nhạc pop tiếng Anh của cô "ngọt ngào, thuần khiết và trong trẻo, và trong các bản nhạc mariachi, Selena thể hiện một giọng hát gợi cảm, mạnh mẽ và duyên dáng của một người trưởng thành".
Viết cho tờ New York Daily News, Mary Talbot cho biết việc thưởng thức Dreaming of You "giống như đang lật lại cuốn sổ lưu niệm của một người phụ nữ đã khuất" và gọi nó là "những đoạn ghi chép và chụp nhanh một cách nghệ thuật, nhẹ nhàng và tất cả đều mang nặng nỗi nhớ". Talbot thấy rằng album giới thiệu "quá khứ của Selena và phác thảo những gì có thể là tương lai của cô ấy", và vì sự ra đi của nữ ca sĩ, câu chuyện vẫn chưa hoàn chỉnh. Cô gọi những tác phẩm bằng tiếng Anh là "những bản nhạc pop chung chung, mạnh mẽ" vốn sẽ được ưa chuộng bởi những người theo dõi sự nghiệp Tejano của cô "nhưng không đủ chứng minh năng lực hoặc chiều sâu nghệ thuật của cô với tư cách một nghệ sĩ hát tiếng Anh". Talbot nhìn nhận Selena đã rất khéo léo khi đan xen giữa "âm nhạc truyền thống của Mexico với khả năng cảm thụ nhạc pop đương đại của Mỹ, nhưng lại không phù hợp với những bài hát này". Vào cuối bài đánh giá của mình, Talbot kết luận Dreaming of You là "tác phẩm nổi bật của thế hệ cô ấy". Mario Tarradell của The Dallas Morning News cho rằng album "thiếu sự truyền tải", nhận xét Selena "được chắp vá để nghe giống như một trong những giọng ca nữ phổ biến nhất trên sóng phát thanh nhạc pop" và các bản thu âm tiếng Anh thiếu "sự sôi nổi, quyến rũ của một cô nàng nhà bên" vốn được khắc họa trong nhiều tác phẩm Tejano trước đây của cô. Tarradell nhận xét những bài hát tiếng Anh là "một phiên bản bắt chước tẻ nhạt của Amy Grant và Abdul". Peter Watrous của The New York Times gọi Dreaming of You là "một tập hợp đồ ăn thừa" và cho rằng các bản nhạc tiếng Tây Ban Nha "nghe hay hơn" các bản tiếng Anh của Selena. Watrous cảm nhận rằng những nhà sản xuất đã không dồn sức để hoàn thiện phần nhạc tiếng Anh của Selena tốt hơn. Ông gọi âm nhạc của Dreaming of You là "một nỗ lực thương mại thiếu cá tính" nhưng được Selena thu âm "rất tốt trong album" nên nó cho thấy "cô có tiềm nặng thành công lớn, thể hiện những bản ballad tuyệt vời theo phong cách pop ẩn danh vốn là sở trường của Disney". Cộng tác viên nhạc rock Roger Catlin của Hartford Courant mô tả nó là "một tập hợp giúp khắc họa tài năng lẫn tiềm năng to lớn của một ngôi sao trẻ". Catlin cho biết các tác phẩm tiếng Anh của cô thiếu "những kỹ thuật đặc trưng vốn định hình [Selena] trong những năm 90" nhưng cảm giác rằng nữ ca sĩ "hoàn toàn tự tin" đối với mảng nhạc Tây Ban Nha. Ông cho rằng Selena "không hề hấp tấp" và những tác phẩm của cô dường như khắc họa điều đó bởi nữ ca sĩ chỉ ghi âm bốn bản nhạc bằng tiếng Anh trước khi qua đời.

### Thành tựu
Dreaming of You được tạp chí Time xếp thứ chín trong danh sách "Top 10 Album Di cảo" vào năm 2010. Nó được xếp hạng là Album di cảo tốt thứ ba mọi thời đại bởi BET, và được nhận xét là một "minh chứng đau lòng cho một tài năng trẻ đang trên đà thành siêu sao". Tạp chí Vibe xếp Dreaming of You là bản phát hành di cảo tốt thứ hai và mô tả nó "khá khái quát". Nó chiến thắng giải Album của năm tại giải thưởng âm nhạc Tejano năm 1996. Tại lễ trao giải Âm nhạc Billboard Latinh thường niên lần thứ 3 năm 1996, Dreaming of You giành giải Album Pop nữ của năm.

## Diễn biến thương mại
Ngày phát hành ở Hoa Kỳ của Dreaming of You được xác nhận vào ngày 10 tháng 6 năm 1995 là ngày 18 tháng 7 năm đó. Việc phát hành album ở thị trường châu Âu và châu Á bị trì hoãn bởi EMI Records lo ngại rằng vụ sát hại Selena—chứ không phải âm nhạc của cô—sẽ trở thành tâm điểm của bản thu âm. Adam Sexton, phó chủ tịch hãng đĩa, thông báo vào ngày 5 tháng 8 năm 1995 rằng nó sẽ được phát hành tại Đức vào ngày 14 tháng 8 và phần còn lại của Châu Âu vào tháng 9, trong khi việc phát hành tại châu Á được ấn định vào tháng 10. Người hâm mộ bắt đầu xếp hàng trong nhiều giờ trước khi các cửa hàng mở bán Dreaming of You; trong vòng 24 giờ, 75% lượng đĩa có sẵn của album đều được bán hết. Mặc dù những dự đoán ban đầu về doanh số ra mắt của Dreaming of You là 400,000 bản, album ra mắt ở vị trí số một trên bảng xếp hạng Billboard 200 với 331,000 bản, trở thành album đầu tiên với phần lớn tiếng Tây Ban Nha làm được điều này. Đây là đĩa hát có số lượng tiêu thụ tuần đầu lớn thứ hai trong năm 1995, đứng sau HIStory: Past, Present and Future, Book I của Michael Jackson, và lớn thứ hai trong lịch sử đối với một nghệ sĩ nữ lúc bấy giờ, chỉ sau janet. (1993) của Janet Jackson kể từ khi Nielsen SoundScan bắt đầu theo dõi doanh số bán album vào năm 1991. Dreaming of You phế truất Cracked Rear View của Hootie & Blowfish khỏi ngôi vị quán quân trên Billboard 200, đồng thời ra mắt trên đỉnh bảng xếp hạng Billboard Top Latin Albums và Latin Pop Albums, lần lượt thay thế Amor Prohibido của chính Selena và Best of' của Gipsy Kings.
Trong tuần thứ hai, Dreaming of You rơi xuống vị trí thứ ba trên Billboard 200, và tiếp tục giữ nguyên vị trí trong hai tuần liên tiếp. Doanh số album tiếp tục giảm, rơi xuống vị trí thứ sáu trong tuần thứ tư. Trong tuần thứ năm, nó tụt xuống vị trí thứ tám. Bắt đầu từ tuần thứ sáu, Dreaming of You trụ vững trong top 20 của bảng xếp hạng. Vào tuần kết thúc vào ngày 28 tháng 10 năm 1995, doanh thu của Dreaming of You tăng 18% sau 18 tuần sụt giảm, xuất phát từ thông tin được quan tâm rộng rãi về vụ xét xử kẻ sát nhân. Album tồn tại trên Billboard 200 trong 44 tuần liên tiếp, rời khỏi bảng xếp hạng ở vị trí thứ 181 vào tuần kết thúc ngày 1 tháng 6 năm 1996. Lannert dự đoán Dreaming of You sẽ tiếp tục đứng đầu bảng xếp hạng nhạc Latinh cho đến khi sản phẩm di cảo tiếp theo của Selena được phát hành. Nó vẫn ở vị trí số một trong 42 tuần liên tiếp trước khi bị thay thế bởi album đầu tay của Enrique Iglesias mang chính tên anh vào tuần kết thúc ngày 25 tháng 5 năm 1996. Dreaming of You  trở thành đĩa hát Latinh và Pop Latinh bán chạy nhất trong hai năm 1995 và 1996.
Bản thu âm kết thúc ở vị trí thứ 44 trên bảng xếp hạng cuối năm của Billboard 200 năm 1995 và thứ 123 năm 1996. Hai năm sau khi Selena qua đời, Dreaming of You và Siempre Selena (1996) lần lượt nắm giữ vị trí thứ ba và thứ tư trên bảng xếp hạng Billboard Top Latin Albums. Dreaming of You bán được 420,500 bản từ năm 1997 đến 1999, bao gồm 190,000 bản chỉ riêng năm 1997. Bộ phim tiểu sử Selena (1997) đã góp phần tăng 65% doanh thu album trong năm đó. Dreaming of You cũng bán được nửa triệu bản ở riêng Texas. Một số nhà bán lẻ ở Texas đã chỉ trích số liệu bán hàng của tiểu bang vì album không bán chạy tại các cửa hàng của họ. Đến tháng 12 năm 1995, Dreaming of You được chứng nhận hai đĩa Bạch kim bởi Hiệp hội Công nghiệp ghi âm Hoa Kỳ (RIAA), công nhận lượng đĩa xuất xưởng đạt hai triệu bản. Trong vòng mười tháng kể từ khi phát hành, album cán mốc ba đĩa Bạch kim; trước khi được RIAA chứng nhận 59 đĩa Bạch kim (thể loại Latinh), ghi nhận 3.54 triệu đơn vị album tương đương được bán ra. Tính đến tháng 10 năm 2017, nó vẫn là album Latinh bán chạy nhất mọi thời đại ở Hoa Kỳ theo Nielsen SoundScan. Nó cũng bán được hơn 5 triệu bản trên toàn thế giới, tính đến tháng 1 năm 2015. Một phần trăm trích từ doanh thu bán album sau đó được quyên góp cho Quỹ học bổng Selena.
Tại Canada, Dreaming of You ra mắt ở vị trí thứ 59 trên bảng xếp hạng RPM Top 100 Albums trong tuần ngày 4 tháng 9 năm 1995. Trong tuần thứ hai, nó tăng lên vị trí thứ 50, và đạt vị trí thứ 17 vào tuần ngày 30 tháng 10 năm 1995. Sau 29 tuần xuất hiện trên bảng xếp hạng, Dreaming of You trải qua tuần cuối cùng ở vị trí thứ 97 vào tuần ngày 25 tháng 3 năm 1996. Album được chứng nhận Vàng bởi Music Canada, ghi nhận 50.000 bản được tiêu thụ tại đây. Trong tuần đầu phát hành của Dreaming of You tại các cửa hàng băng đĩa ở Mexico, EMI đã vận chuyển 140.000 bản và nhận được đơn đặt hàng lại từ Monterrey, Guadalajara và Tijuana.

## Ảnh hưởng
Dreaming of You bán được 175,000 bản trong ngày đầu phát hành ở Hoa Kỳ—một kỷ lục lúc bấy giờ của một giọng ca nữ. Nó cũng sở hữu lượng tiêu thụ ngày cao nhất so với bất kỳ album tiếng Tây Ban Nha nào từng ra mắt trên bảng xếp hạng Billboard Top Latin Albums. Theo Behar, số liệu do Nielsen SoundScan cung cấp chưa bao gồm doanh số tại các cửa hàng nhỏ chuyên về nhạc Latinh, nơi Dreaming of You bán rất chạy. Doanh số bán album giúp Selena trở thành nghệ sĩ hát đơn thứ ba sở hữu album di cảo ra mắt ở vị trí số một trên bảng xếp hạng Billboard 200, sau Janis Joplin và Jim Croce. Nó cũng là bản thu âm tiếng Tây Ban Nha và nhạc Tejano đầu tiên và duy nhất ra mắt ở vị trí số một trên Billboard 200, và là bản phát hành đầu tiên của EMI Latin làm được điều này.
Theo John Lannert của tạp chí Billboard, Dreaming of You nằm trong số mười album đầu tay bán chạy nhất của một nghệ sĩ, tác phẩm đầu tay bán chạy nhất của một nữ ca sĩ, và theo Thom Duffy cũng từ tạp chí Billboard, đây là album tiêu thụ nhanh nhất năm 1995 ở Mỹ. Nó giúp Selena trở thành nghệ sĩ nữ đạt lượng đĩa bán nhanh nhất trong lịch sử nền công nghiệp âm nhạc, và sau đó được liệt kê như là một trong số những bản thu âm quan trọng và hay nhất được sản xuất trong kỷ nguyên rock and roll. Dreaming of You cũng xuất hiện với năm album phòng thu của Selena trên bảng xếp hạng Billboard 200 cùng lúc, đưa cô trở thành nữ ca sĩ đầu tiên trong lịch sử Billboard làm được điều này. Album được đưa vào danh sách Where Were You When the Music Played?: 120 Unforgettable Moments in Music History (2008) của Michael Heatley. Nhà âm nhạc học Howard J. Blumenthal nói rằng nó "sẽ đưa [Selena] trở thành một ngôi sao nhạc rock lớn", và đưa nó vào cuốn sách của ông The World Music CD Listener's Guide.
Tạp chí Billboard cho biết Dreaming of You chủ yếu được tiêu thụ bởi những người Latinh ở Mỹ; thể hiện sức mua của người tiêu dùng âm nhạc gốc Tây Ban Nha. Album được cho là đã giúp "mở mang tầm mắt" cho các nhà bán lẻ vốn không bao giờ dự trữ đĩa nhạc Latinh; lượng đĩa bán ra của nó vượt xa mong đợi của các chủ cửa hàng âm nhạc người Mỹ da trắng. Doanh số tiêu thụ đối với những album trước của Selena và Dreaming of You còn thúc đẩy Best Buy và nhiều nhà bán lẻ khác trong việc thuê các chuyên gia âm nhạc Latinh. Trong vòng vài tuần, album được dự đoán sẽ vượt qua 1100 Bel Air Place (1984) của Julio Iglesias, để trở thành album Latinh tiếng Anh bán chạy nhất. EMI Records tuyên bố trên tạp chí Billboard số ra ngày 2 tháng 12 năm 1995 rằng đây là đĩa nhạc bán chạy nhất của EMI ở Bắc Mỹ, đồng thời mang lại cho họ doanh thu cao nhất đối với một hãng đĩa trong nửa đầu năm 1995. Với việc Dreaming of You đạt vị trí số một, nhạc Tejano chính thức bước vào thị trường nhạc đại chúng. Nhiều nhà phê bình âm nhạc cho biết dân số chung của Hoa Kỳ sẽ không bao giờ biết về Tejano hoặc nhạc Latinh nếu không có Dreaming of You. Sau khi album được phát hành, và bởi cái chết của nữ ca sĩ, sự nổi tiếng của nhạc Tejano hay về sau là nhạc pop Latinh bắt đầu thời kỳ thống trị trên sóng phát thanh Hoa Kỳ lẫn doanh thu thương mại. Vào tháng 3 năm 2015, Hội đồng Nhân văn & Nghệ thuật Chicano ở Denver, Colorado đã giới thiệu một cuộc triển lãm mang tên "Dreaming of You: The Selena Art Show", trong đó nổi bật là những tác phẩm nghệ thuật của các nghệ sĩ Chicano nhằm bày tỏ lòng kính trọng với Selena.

## Danh sách bài hát
| Bản tiêu chuẩn | Bản tiêu chuẩn                                                 | Bản tiêu chuẩn                            | Bản tiêu chuẩn                  | Bản tiêu chuẩn |
| STT            | Nhan đề                                                        | Sáng tác                                  | Sản xuất                        | Thời lượng     |
| -------------- | -------------------------------------------------------------- | ----------------------------------------- | ------------------------------- | -------------- |
| 1.             | "I Could Fall in Love"                                         | Keith Thomas                              | Thomas                          | 4:42           |
| 2.             | "Captive Heart"                                                | Mark Goldenberg Kit Hain                  | Guy Roche                       | 4:24           |
| 3.             | "I'm Getting Used to You"                                      | Diane Warren                              | Rhett Lawrence                  | 4:03           |
| 4.             | "God's Child (Baila Conmigo)" (với David Byrne)                | David Byrne Selena Quintanilla-Pérez [a]  | Byrne Arto Lindsay Susan Rogers | 4:16           |
| 5.             | "Dreaming of You"                                              | Franne Golde Tom Snow                     | Roche                           | 5:15           |
| 6.             | "Missing My Baby" (hợp tác với Full Force)                     | A.B. Quintanilla III                      | Quintanilla III                 | 4:13           |
| 7.             | "Amor Prohibido"                                               | Selena Quintanilla III Pete Astudillo [b] | Quintanilla III                 | 2:56           |
| 8.             | "Wherever You Are (Donde Quiera Que Estés)" (với Barrio Boyzz) | KC Porter Miguel Flores Desmond Child [a] | Porter                          | 4:29           |
| 9.             | "Techno Cumbia" (phối lại)                                     | Quintanilla III Astudillo [b]             | Quintanilla III                 | 4:45           |
| 10.            | "El Toro Relajo"                                               | Felipe Bermejo                            | José Hernández                  | 2:20           |
| 11.            | "Como la Flor" (phối lại)                                      | Selena Quintanilla III Astudillo [b]      | Quintanilla III                 | 3:05           |
| 12.            | "Tú Sólo Tú"                                                   | Felipe Valdés Leal                        | Hernàndez                       | 3:13           |
| 13.            | "Bidi Bidi Bom Bom" (phối lại)                                 | Selena Astudillo [b]                      | Quintanilla III                 | 3:42           |

| Bản tại Nhật | Bản tại Nhật | Bản tại Nhật                                                                                 | Bản tại Nhật    | Bản tại Nhật |
| STT          | Nhan đề      | Sáng tác                                                                                     | Sản xuất        | Thời lượng   |
| ------------ | ------------ | -------------------------------------------------------------------------------------------- | --------------- | ------------ |
| 14.          | "Sukiyaki"   | Rokusuke Ei Hachidai Nakamura Janice Marie-Johnson Abraham Quintanilla Jr. [a] Astudillo [a] | Quintanilla III | 3:11         |

| Bản tái phát hành năm 2002 | Bản tái phát hành năm 2002                        | Bản tái phát hành năm 2002 |
| STT                        | Nhan đề                                           | Thời lượng                 |
| -------------------------- | ------------------------------------------------- | -------------------------- |
| 14.                        | "Ghi chú bằng giọng nói của Ban nhạc và Gia đình" | 17:34                      |
| 15.                        | "Dreaming of You" (video ca nhạc)                 | 5:24                       |

Ghi chú
- ^[a]  nghĩa là người biên dịch
- ^[b]  nghĩa là đồng viết lời

## Thành phần thực hiện
Thành phần thực hiện được trích từ ghi chú của Dreaming of You, EMI Latin và EMI Records.

## Xếp hạng
| Bảng xếp hạng (1995)                | Vị trí cao nhất |
| ----------------------------------- | --------------- |
| Canada (RPM)                        | 16              |
| Hoa Kỳ Billboard 200                | 1               |
| Hoa Kỳ Top Latin Albums (Billboard) | 1               |
| Hoa Kỳ Latin Pop Albums (Billboard) | 1               |

| Bảng xếp hạng (1995)            | Vị trí |
| ------------------------------- | ------ |
| US Billboard 200                | 42     |
| US Top Latin Albums (Billboard) | 1      |
| US Latin Pop Albums (Billboard) | 1      |
| Bảng xếp hạng (1996)            | Vị trí |
| US Billboard 200                | 123    |
| US Top Latin Albums (Billboard) | 1      |
| US Latin Pop Albums (Billboard) | 1      |
| Bảng xếp hạng (1997)            | Vị trí |
| US Top Latin Albums (Billboard) | 7      |
| US Latin Pop Albums (Billboard) | 5      |

## Chứng nhận
| Quốc gia                                  | Chứng nhận            | Số đơn vị/doanh số chứng nhận |
| ----------------------------------------- | --------------------- | ----------------------------- |
| Canada (Music Canada)                     | Vàng                  | 50.000^                       |
| México (AMPROFON)                         | Vàng                  | 180.000^                      |
| Hoa Kỳ (RIAA)                             | 59× Bạch kim (Latinh) | 3.540.000                     |
| Tổng hợp                                  |                       |                               |
| Toàn cầu                                  |                       | 5,000,000                     |
| ^ Chứng nhận dựa theo doanh số nhập hàng. |                       |                               |